# Мерле, Зофья
Зофья Мерле (30 марта 1938 — 13 декабря 2023) — польская актриса. Она сыграла более 75 ролей в кино и на телевидении. Она снялась в комедийном фильме 1978 года «Что ты будешь делать, когда поймаешь меня?». Мерле умерла 13 декабря 2023 года в возрасте 85 лет.

## Фильмография
- 1961: «Комедиантка» в роли молодой актрисы (режиссёр: Мария Каневская)
- 1962: «Едут гости, едут...» в роли Марины
- 1964: «Агнешка 46» в роли Пелы (режиссёр: Сильвестр Ченчиньски)
- 1965: «Катастрофа» в роли Зофии (режиссёр: Сильвестр Ченчиньски)
- 1966: «Коды» в роли Вацки (режиссёр: Войцех Ежи Хас)
- 1969: «Бабья республика» в роли Ирены Моленды
- 1973: «Крестьяне» в роли Магды Козловой (режиссёр: Ян Рыбковский)
- 1975: «Ночи и дни» в роли крестьянки Марии Калужной
- 1978: «Что ты будешь делать, когда поймаешь меня?» в роли домашней прислуги Кшакоски (режиссёр: Станислав Барея)
- 1981: «Плюшевый мишка» в роли торговки (режиссёр: Станислав Барея)
- 1985: «Мемуары грешницы» в роли жены ткача (режиссёр: Войцех Ежи Хас)
- 1988: «Невзгоды Бальтазара Кобера» в роли матроны (режиссёр: Войцех Ежи Хас)
- 1990: «Выдающийся домен» в роли женщины в партии (режиссёр: Джон Ирвин)
- 1991: «Звонки контролируются» в роли Марии Вафель
- 1993: «Прощай, Америка!» в роли Геновефы (режиссёр: Ян Шютте)
- 2001: «Кошки и собаки» в роли Софи (польский дубляж)
- 2002: «Шопен: Жажда любви» в роли кухарки Зузанны
- 2002: «День сумасшедшего» в роли женщины с собакой
- 2006: «Мы все Христы»
- 2007: «Рысь» в роли Марии Вафель